# اروینگ رپر
اروینگ رپر (انگلیسی: Irving Rapper; ۱۶ ژانویهٔ ۱۸۹۸ – ۲۰ دسامبر ۱۹۹۹) کارگردان اهل ایالات متحده آمریکا بود. از فیلمهای مهمش می‌توان حالا، مسافر (۱۹۴۲) را نام برد.